# 庫爾賓
庫爾賓，是阿爾巴尼亞西北部列澤州的一个市镇。行政中心为拉奇镇。该市镇成立于2015年，由原四个市镇合并而成。市镇面積为276.25平方公里，2011年人口数量为46,291人。市镇范围与原庫爾賓區相同。